# Piëmont
Piëmont (Italiaans: Piemonte, uitspraak /pjeemonte/; Piëmontees en omliggende streektalen: Piemont, uitspraak /pjeemoent/) is een regio in het noordwesten van Italië. De hoofdstad is Turijn. De huidige staat Italië is in de 19e eeuw vanuit Piëmont ontstaan.

## Naam
De naam Piëmont of Piemonte betekent letterlijk 'aan de voet van de bergen' in het Italiaans.

## Geschiedenis
De geschiedenis van Piëmont begon toen het centrale Romeinse gezag eind 5e eeuw wegviel. Bij de grote volksverhuizing werd het vruchtbare gebied meermaals door rondtrekkende volken geplunderd.
In de loop der tijd onderwierp het Huis van Savoye de markizaten van Piëmont. Frankrijk en het huis Habsburg hebben veel om het gebied gestreden. In 1718 verenigden de Savoyaarden Piëmont en Sardinië en de Habsburgse keizer schonk hun de koningstitel (koninkrijk Sardinië). 
Tijdens die periode van de opstanden tegen Oostenrijk werd Piëmont in maart 1796 veroverd door Napoleon.
Vanaf 1847 werden de opstanden tegen de Oostenrijkse overheersing in Noord-Italië talrijker en in 1859 wisten de Piëmontezen en de Fransen hen verpletterend te verslaan in de slag bij Solferino. Minister-president Cavour nam de leiding in de strijd om onafhankelijkheid en eenheid van Italië.
In 1861 werd de Savoyaard Victor Emanuel II tot koning van het verenigde Koninkrijk Italië gekroond. Sindsdien is Piëmont Italiaans gebied.
In 1946 werd in Italië de republiek uitgeroepen en het huis van Savoye kwam dus niet meer aan de macht. Tot 2002 was het mannelijke leden van het huis verboden zich op Italiaanse grond te begeven. In 1969 vonden in Turijn bloedige arbeidersopstanden plaats en daaruit ontstond de terreurgroep de Rode Brigades. Tot in de jaren 80 werden door deze groep politieke aanslagen gepleegd.

## Geografie
Piëmont heeft een oppervlakte van 25.399 km² en telde eind 2013 circa 4,4 miljoen inwoners. Het gebied rond de stad Aosta in het noordwesten (Valle d'Aosta) hoort historisch bij Piëmont, maar is sinds 1944 een autonoom gebied.
In het noorden grenst Piëmont aan Zwitserland, in het noordwesten aan de Italiaanse regio Valle d'Aosta, in het westen aan Frankrijk, in het zuiden aan de Italiaanse regio Ligurië, in het zuidoosten aan Emilia-Romagna en in het oosten aan Lombardije.
Qua landschap kan men in de regio drie delen onderscheiden: het Alpengebied in het westen en noorden (met als hoogste toppen de Grenzgipfel (4.618 m, in het Monte Rosa-massief), en de Gran Paradiso (4.061 meter, in het Gran Paradiso-massief)), de Povlakte met de grote steden en het heuvelland in het zuidoosten.

### Provincies en belangrijke steden
| Provincie/metropolitane stad | Afkorting | Hoofdstad   | Andere belangrijke plaatsen |
| ---------------------------- | --------- | ----------- | --------------------------- |
| Alessandria                  | AL        | Alessandria | Casale Monferrato, Tortona  |
| Asti                         | AT        | Asti        | Nizza Monferrato, Canelli   |
| Biella                       | BI        | Biella      | Cossato                     |
| Cuneo                        | CN        | Cuneo       | Saluzzo, Alba, Bra          |
| Novara                       | NO        | Novara      | Borgomanero, Arona          |
| Turijn                       | TO        | Turijn      | Rivoli, Moncalieri, Ivrea   |
| Verbano-Cusio-Ossola         | VB        | Verbania    | Domodossola, Omegna         |
| Vercelli                     | VC        | Vercelli    | Santhià                     |

## Talen
De belangrijkste taal is het Italiaans. Daarnaast spreken ongeveer twee miljoen mensen in Piëmont het Piëmontees. Dit wordt door de regio erkend als streektaal, echter niet door Italië zelf. In de randgebieden van de regio worden ook de dialecten en (streek)talen van de omliggende regio's en landen gesproken, zoals Frans, Arpitaans, Occitaans en Lombardisch.

## Politiek
De president van Piëmont is Enzo Ghigo van Forza Italia, zijn plaatsvervanger William Casoni (Alleanza Nazionale).
De 60 zetels in het regionale parlement (Consiglio Regionale del Piemonte) zijn als volgt verdeeld:
- Forza Italia (FI): 21
- Partito Democratico della Sinistra (PDS): 8
- Alleanza Nazionale (AN): 7
- Unione della Democrazia Cristiana (UDC): 5
- Lega Nord: 4
- Federali Liberali: 2
- Gruppo Misto: 2
- Radicali - Lista Bonino: 2
- Rifondazione Comunista: 2
- Centro per il Piemonte - Popolari: 1
- Comunisti: 1
- Democratici - L'Ulivo: 1
- Per il Piemonte: 1
- Riformisti: 1
- Socialisti Democratici d'Italia (SDI): 1
- Verdi: 1

## Economie

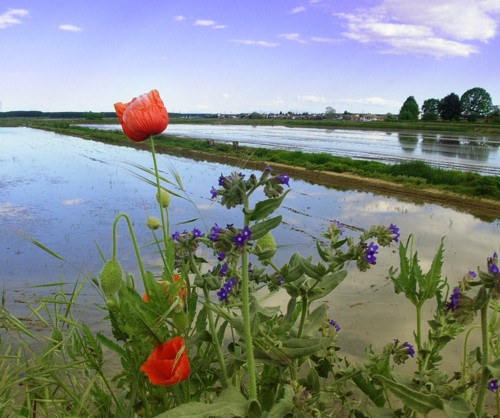
Rijstvelden tussen Novara en Vercelli

Piëmont is een van de rijkste gebieden van Italië. Het werkloosheidscijfer ligt met ongeveer 8% ruim onder het Italiaanse gemiddelde van 11%. Een aantal van de belangrijkste Italiaanse ondernemingen is er gevestigd, zoals autofabrikant Fiat, in 1899 in Turijn gesticht, levensmiddelenfabrikant Ferrero en het elektronicabedrijf Olivetti. Naast deze moderne industrie is ook de plaatselijke landbouw van grote betekenis. Op de Povlakte wordt rijst (een derde van de Europese productie), fruit en groenten verbouwd, in de heuvelgebieden wijn en hazelnoten en in het Aostadal worden runderen gehouden.

### Toerisme
Net zoals elders Italië is ook Piemonte toeristisch goed ontwikkeld. De toeristische gebieden zijn in het noorden aan het Lago Maggiore en in de Langhe waar men van wijn en truffels kan genieten. Het hoofdseizoen begint met de truffeloogst in oktober.

### Wijnen
Piëmont wordt, samen met Toscane, beschouwd als de beste wijnstreek in Italië zich uitend in het aantal DOC(G)'s. Piëmont is vooral bekend om zijn rode wijnen van de Nebbiolo druif. De bekendste daarvan zijn barolo en barbaresco. De barbera en dolcetto zijn kwalitatief in opkomst.

## Cultuur
Piëmont is rijk aan kunst- en cultuurschatten. Beroemd zijn de barokke gebouwen van Turijn Palazzo Reale, Palazzo Madama en de kerk San Lorenzo. In de buitenwijk Stupinigi staat het lustslot Palazzo di Caccia. In de late Renaissance ontstond de Sacro Monte (heilige berg) van Varallo. Uit de middeleeuwen zijn nog de abdij van Staffarda en de burcht van Manta bewaard gebleven, evenals het in romaanse stijl gebouwde klooster San Giulio op het Isola San Giulio in het Ortameer. In het Lago Maggiore vormen de Borromeïsche Eilanden de grootste attractie en dan met name het barokke eilandpaleis Isola Bella.
Beroemde Piëmontezen zijn onder anderen prins Eugenius van Savoye, de familie Agnelli (van Fiat) en de schrijver Umberto Eco uit Alessandria.

## Afkomstig uit Piëmont
- Paulus van het Kruis (1694-1775), stichter van de Passionisten.
- Giovanni Battista Beccaria (1716-1783), natuurkundige
- Giovanni Schiaparelli (1835-1910), astronoom.
- Giovanni Giolitti (1842-1928), premier van Italië.
- Luigi Cadorna (1850-1928), militair
- Luigi Einaudi (1874-1961), tweede president van Italië.
- Achille Varzi (1904-1948), coureur
- Fausto Coppi (1919-1960), wielrenner.
- Umberto Eco (1932-2016), schrijver
- Paolo Conte (1937-), zanger / componist